# Parti national algérien
Pour les articles homonymes, voir PNA.
 (juin 2024).
Si vous disposez d'ouvrages ou d'articles de référence ou si vous connaissez des sites web de qualité traitant du thème abordé ici, merci de compléter l'article en donnant les références utiles à sa vérifiabilité et en les liant à la section « Notes et références ».
Le Parti national algérien ou PNA est un parti politique algérien né après la levée de l’état d’urgence du 19 mars 2011 et la promulgation de la loi organique relative aux partis politiques. Première formation politique à voir le jour après la promulgation, le parti est né des travaux du congrès constitutif d'Oran. Le statut et le règlement intérieur du conseil national du PNA ont été adoptés par près de 900 congressistes en provenance de 21 wilayas du pays. Au cours de ce congrès, Youcef Hamidi est élu président du parti. Le Parti national algérien est agréé depuis le 18 mars 2012. D'obédience centriste, il puise ses fondements dans le nationalisme.

## Programme
En matière d'éducation, le parti prône la création d’un Haut conseil national de l’éducation nationale pour corriger les imperfections qui, selon sa ligne, ont miné l’école algérienne devenue un champ d’expérimentation. Ce conseil serait constitué de cadres et de compétences scientifiques qui auraient pour tâche de promouvoir le secteur de l'éducation et de l'enseignement, et de favoriser l'obtention d'un produit pédagogique de qualité. En direction de la jeunesse, il est défendu un remplacement de l'Agence nationale de soutien à l'emploi des jeunes par la constitution de banques d’investissement qui ne pratiquent pas l’usure et en fonction des spécificités de chaque région.
En matière de gestion, le parti défend une modernisation de l'administration par l'instauration de l'e-gouvernance, une gouvernance électronique. En matière économique, le parti souhaite un soutien à l'investissement national et révision du système fiscal et un investissement massif en exploitant les richesses de chaque région du pays. Si la santé doit faire l'objet d'une refonde radicale, le parti prône des mesures sociales multiples : l'instauration de primes pour la grossesse, l'accouchement et l'allaitement, un abaissement de l'âge à la retraite de 60 à 57 ans.
Le parti propose une réforme constitutionnelle où le Conseil constitutionnel serait remplacé par une Cour constitutionnelle qui pourrait comprendre treize membres au lieu de douze et où le président sortant serait membre d’office. Le parti propose également la limitation du mandat parlementaire à deux, l'officialisation de la langue amazighe, la constitutionnalisation du Front de libération nationale (FLN) et le martyre en tant que patrimoines et symboles de la nation, la consécration et la préservation des droits des citoyens, la prise en charge des couches vulnérables  de la société, notamment l’assistance aux personnes mineures sans tuteurs, les personnes sans domicile fixe (SDF) et les personnes sans ressources. Le parti souhaite la mise en place d'un régime semi-présidentiel.
Enfin, le parti propose une loi criminalisant le colonialisme français : « Nous n’acceptons ni excuse de la part des autorités françaises ni repentance. Nous demandons aux parlementaires et sénateurs de voter une loi qui criminalise le colonialisme français en Algérie. Nul ne peut se voiler la face et il faut désigner les choses par leur nom : un crime de guerre est un crime de guerre, un assassinat est un assassinat et un génocide est un génocide. ».

## Action politique
Le Parti national algérien a présenté des listes dans 35 wilayas lors des élections législatives du 10 mai 2015 et la représentation féminine a dépassé la barre des 60%. Selon son président, le « champ politique national mérite des investissements positifs en termes de compétences, en l'occurrence à travers l'implication des femmes pour qu'elles participent activement à l'édification du pays, conformément à l'esprit de la Constitution algérienne qui consacre l'égalité des sexe ».